# PowerDNS
PowerDNS est un programme de serveur DNS, écrit en C++ et sous licence GPL. Il fonctionne sur la plupart des systèmes dérivés d'Unix. PowerDNS propose un grand nombre de backends différents, allant des simples fichiers de zone de type BIND aux bases de données relationnelles, en passant par des algorithmes d'équilibrage de charge et de basculement. Un récurseur DNS est fourni séparément.

## Histoire
Le développement de PowerDNS a débuté en 1999 et était à l'origine un produit commercial propriétaire. En novembre 2002, le code source a été rendu public sous licence open source GPL v2. 

## Caractéristiques
Le serveur PowerDNS faisant autorité (pdns_server) se compose d'un serveur faisant autorité à usage général et de plusieurs backends chargeables dynamiquement, tous deux multithreadés. Le cœur gère le traitement des paquets et l'intelligence DNS, tandis qu'un ou plusieurs backends fournissent les enregistrements DNS selon des méthodes de stockage arbitraires.
Les transferts de zone et les notifications de mise à jour sont pris en charge, et les processus peuvent s'exécuter sans privilèges et en mode chroot. Différents caches sont maintenus pour accélérer le traitement des requêtes. Le contrôle d'exécution est disponible via la commande pdns_control, qui permet le rechargement de zones distinctes, la purge du cache, les notifications de zone et le vidage des statistiques au format Multi Router Traffic Grapher / rrdtool. Des informations en temps réel sont également disponibles via le serveur web intégré optionnel.
Il existe de nombreux projets indépendants pour créer des interfaces de gestion pour PowerDNS.

### DNSSEC
Le serveur PowerDNS faisant autorité prend en charge DNSSEC depuis la version 3.0. Des zones pré-signées peuvent être servies, mais il est également possible d'effectuer la signature et la gestion des clés en ligne. L'avantage est une simplicité d'utilisation, mais l'inconvénient est que le matériel de chiffrement est présent sur les serveurs eux-mêmes (ce qui est également le cas pour tout serveur HTTPS non utilisé avec un HSM, par exemple).

## Récurseur
PowerDNS Recursor (pdns_recursor) est un serveur DNS de résolution, qui s'exécute comme un processus distinct.
Cette partie de PowerDNS utilise une combinaison de threads natifs et de threads utilisateur, grâce à Boost et à la bibliothèque MTasker, une bibliothèque multitâche coopérative simple. Elle est également disponible sous forme de package autonome.
Il n'est pas nécessaire d'exécuter un processus pdns_server en tant que gardien de pdns_recursor, si l'objectif est simplement de fournir un service de noms de mise en cache/récursivité/résolution, car l'exécution de pdns_recursor seul est encore plus efficace que derrière le composant faisant autorité.
La prise en charge de la validation DNSSEC a été ajoutée à pdns_recursor dans la version 4.0.

## DNSdist
PowerDNS DNSdist ( dnsdist  ) est un proxy DNS de mise en cache, avec de nombreuses fonctionnalités, notamment :
- Équilibrage de charge des requêtes DNS,
- Prise en charge du cryptage DNS - DNS sur HTTPS, DNS sur TLS, en amont et en aval (c'est-à-dire vers les clients et les backends),
- Moteur de politique Lua - Capacités étendues pour créer des règles de traitement des paquets DNS, telles que la modification de la réponse, le réacheminement d'une requête ou le blocage du trafic sur un QPS maximal à partir d'un sous-réseau,
- Génération de règles dynamiques : permet de créer des blocs dynamiques, des règles de courte durée, insérées automatiquement en fonction de seuils configurables et de l'analyse du trafic récemment reçu. Utilisé pour gérer les attaques DoS.

DNSdist est disponible en tant que package autonome et peut être déployé avec PowerDNS Authoritative Server ou Recursor, ou tout autre serveur DNS tiers.